# Robert Hennessey
Robert Francis Hennessey (ur. 20 kwietnia 1952 w Bostonie, Massachusetts) – amerykański duchowny katolicki, biskup pomocniczy Bostonu od 2006.

## Życiorys
Święcenia kapłańskie otrzymał z rąk kardynała Humberto Medeirosa w dniu 20 maja 1978. Inkardynowany do archidiecezji bostońskiej, pracował przede wszystkim jako duszpasterz parafialny. Był także m.in. duszpasterzem kaplicy lotniska w Bostonie oraz koordynatorem duszpasterstwa wiernych języka hiszpańskiego.
12 października 2006 mianowany biskupem pomocniczym Bostonu ze stolicą tytularną Tigias. Sakry udzielił mu kard. Seán O’Malley OFMCap.